# Platón de Tívoli
Platón de Tívoli o Plato Tiburtinus  fue un traductor de obras matemáticas y astronómicas del siglo XII, presumiblemente italiano. Lo único que se conoce sobre su vida es que llegó a Barcelona en 1134 y allí permaneció, como mínimo, hasta el 1145. Toda su producción traductora data de esta época, en qué colaboró con el matemático y astrónomo hebreo Savasorda (Abraham bar Hiyya).

## Traducciones[2]
Las obras que indudablemente tradujo al latín (con la colaboración de Savasorda o sin ella) son:
- El Hibbur ha-meshihah we-ha-tish-boret (Tratado sobre medidas y cálculos) de Savasorda, traducido del hebreo al latín con el título de Liber embadorum. De él se  conservan al menos cinco manuscritos. Se considera que esta traducción ejerció notable influencia en la Practica geometriae de Fibonacci.[3]
- El Zij (Tabla Astronómica) de Al-Battaní, traducido del árabe al latín con el título de De Motu Stelarum. Se  conservan diez manuscritos y dos ediciones del siglo XVI.
- La Esférica de Teodosio de Bitinia, traducida desde una versión árabe probablemente de Hunayn ibn Ishaq. Se  conservan once manuscritos y cuatro ediciones antiguas.
- El Kitàb al-amal bi-l-asturlab (Descripción y uso del astrolabio) de Ibn al-Safar, traducido del árabe al latín con el título de De usu astrolabii. Se  conservan tres manuscritos.[4]

Otras traducciones que también se le atribuyen son:
- El In quadratum circule de Arquímedes.
- El Quatripartitum de Ptolemeo.
- El Iudicia Almasoris de (o dedicado a) un tal Al-Mansur.
- El De electionibus horarum de Ibn al-Imraní.
- El De nativitatibus de Alí al-Khayyat.
- El De revolutionibus nativitatum de Albubather (Abu Bakr a -Hassan).
- El Liber Arenalis scientiae de Alfakaní.
- El De pulsibus te urinis probablemente de Hunayn ibn Ishaq.